# TTT (Humo)
De TTT-pagina’s vormen de vaste rubriek rond rockmuziek in het Belgische blad Humo. In Vlaanderen speelt deze rubriek al jarenlang een toonaangevende rol inzake informatie rond dit muziekgenre. Ook heeft ze een belangrijke rol gespeeld bij de evolutie en volwassenwording van de Belgische rockmuziek.

## De TTT
De rubriek zit traditioneel helemaal achteraan in het blad, samen met de strip Cowboy Henk, de rubriek Uitlaat en sinds de jaren 2000 ook niet-muzikale rubrieken over computerspelletjes  (“James van de Games”), internetlinks  (“Linke Boel”) en de satirische pagina’s “Het Gat van de Wereld”. De jaarlijkse Pop Poll-uitslagen worden ook traditiegetrouw in deze rubriek afgedrukt. De pagina's worden vaak ook opgefleurd met cartoons. De TTT is voornamelijk gericht op een jonger publiek, maar staat ondanks de veelzijdige thema's toch vooral bekend als de rubriek waar informatie rond popmuziek en rockmuziek te lezen valt.

## Geschiedenis van de TTT
De TTT-rubriek debuteerde op 5 oktober 1961. De naam “TTT” is een oude woordspeling op de voormalige RTT en staat voor: “Tieners Toppers Treffers”. Vanaf 1964 tot 2008 werden in de TTT elke week de integrale teksten van Top-hits afgedrukt. Toenmalig hoofdredacteur Karel Anthierens: "Dat waren onze duurste pagina's, vanwege de rechten, maar het loonde." Een andere traditie was de wekelijkse hitparade, de zogenaamde "Hitlijster". In januari 1963 konden men in de rubriek "Toodeloo" de eerste pagina's met platenrecensies lezen. Op 4 november 1965 werd de TTT-club opgericht en op 20 november 1966 verscheen de column "Pop Secret", met de laatste nieuwtjes uit de internationale wereld van de popmuziek. Karel Anthierens verklaarde in een interview dat het idee voor "Pop Secret" was geïnspireerd door een Deens of Zweeds blad. Toen Guy Mortier in 1969 hoofdredacteur werd groeide het aantal artikels, interviews, actuele nieuws en albumrecensies rond rockmuziek in de TTT aanzienlijk aan.
Tijdens de jaren ’70 stond op de eerste pagina van de TTT, vlak bij de laatste nieuwtjes over de popwereld, altijd een cartoonstrookje van Ever Meulen. Meulen verwerkt in elke tekening de initialen “TTT”. Ook tekende hij toen karikaturen van bekende rockartiesten om de pagina’s op te fleuren. Later werden cartoons van Kamagurka, Gummbah en Jeroom gebruikt om deze rubriek te illustreren.
De TTT-pagina’s waren van de jaren ’60 tot halverwege de jaren ’90 een van de belangrijkste redenen voor het succes van Humo. In die jaren spendeerde de Vlaamse media amper aandacht aan rockmuziek en omdat het internet nog niet bestond was er sowieso ook weinig (actuele) informatie over te vinden. Humo profiteerde van dit gat in de markt en bood in de TTT-rubriek ruimte voor talloze interviews en artikels over rockartiesten. Sommige interviews zijn vertaald uit buitenlandse muziekbladen, zoals Les Inrockuptibles, Q magazine en Rolling Stone, maar het blad neemt ook eigen interviews af. De bekendste rockjournalisten van het blad zijn en waren:  Guy Mortier, Marc Didden, Rudy Vandendaele, Charlie Poel,  Jurgen Beckers, Pdw, Geert Op De Beeck, Karel de Knagger (pseudoniem van de Nederlandse journalist Hans Muys) Serge Simonart, Frank Vander linden, Marc Mijlemans, ... Daarnaast kan men in de TTT-rubriek ook laatste nieuwtjes uit de rockwereld, albumrecensies, hitparades, liedjesteksten en informatie over festivals en concerten terugvinden. Generaties Vlaamse jongeren zijn dankzij de TTT meer te weten gekomen over hun favoriete groepen en hebben ook nieuwe en minder bekende artiesten leren kennen en appreciëren.
Inzake haar albumrecensies heeft Humo ook ooit een primeur gehad. Het blad was het eerste rockmagazine ter wereld dat Lou Reed's album Berlin (1973) niet volledig afkraakte, maar er zelfs positief over was. Jaren later werd het album door vele andere bladen geherwaardeerd als een meesterwerk.
Daarnaast heeft de rubriek ook een belangrijke bijdrage geleverd aan de volwassenwording van de Belgische rockmuziek. In 1967 sponsorde Humo het festival Jazz Bilzen en sinds 1977 ook het festival Werchter (destijds nog "Torhout-Werchter"). Ook werkt het blad sinds 1983 nauw samen met de eerste legale Vlaamse rockradiozender Studio Brussel. In 1978 lanceerde Humo de tweejaarlijkse talentenjacht Humo's Rock Rally, bedoeld om amateurbandjes een zetje in de rug te geven. Veel Belgische rockgroepen zijn dankzij Humo’s Rock Rally doorgebroken, ook al wonnen ze niet altijd de hoofdprijs.  In de TTT-pagina's staan traditiegetrouw altijd verslagen te lezen over deze evenementen.
Door de opkomst van videoclipzenders als MTV, TMF, JIM en het internet verloor Humo tijdens de jaren ’90 haar exclusieve positie als informatiebron rond rockmuziek in Vlaanderen. Sinds de jaren 2000 heeft het blad daarom ook de nodige veranderingen doorgevoerd. Liedjesteksten worden niet langer in het blad afgedrukt, omdat die tegenwoordig allemaal op internet terug te vinden zijn. De paginavullende rubriek “Wizoektivindt” waarin mensen zoekertjes konden plaatsen in verband met het samenstellen van een rockband of optredens is ook afgevoerd. De hitparaderubriek  (“De Hitlijster”) en concertagenda zijn aanzienlijk ingekort. Daar waar men vroeger de albumrecensies eerst volledig moest lezen om het waardeoordeel te weten te komen beeldt men tegenwoordig naast de recensie een waardering in sterren af.

## Status
Ondanks de pioniersrol van de TTT-pagina’s op vlak van rockmuziek in Vlaanderen stuitte de rubriek sommige mensen weleens tegen de borst. Humo schreef vaak erg eigenzinnige en kritische recensies en had voor mainstream popmuziek zelden aandacht, laat staan een goed woordje over. Zo negeerde het blad eind jaren ’70 bijvoorbeeld grotendeels de discorage. In haar achterdocht over trends heeft het blad ook de gewoonte de kat uit de boom te kijken alvorens te berichten over nieuwe muzikale ontwikkelingen, zoals punk en techno. Af en toe werden zelfs regelrecht denigrerende reviews geplaatst rond dansmuziek. Ter verdediging kan echter aangevoerd worden dat Humo niet zuiver een muziekblad is en de TTT-pagina’s maar uit een vijftiental pagina’s bestaan.
Een bloemlezing van de interessantste en beste artikels, platenrecensies en interviews uit de geschiedenis van Humo werd in 1996 gepubliceerd als: GROSSEY, Ronald, "Humo's rock 'n' rollgids", Uitgeverij Icarus, 1996.